# Бацюти
Бацюти (Своя мова: Batiuty), (пол. Baciuty) — село в Польщі, у гміні Туроснь-Косьцельна Білостоцького повіту Підляського воєводства.
Населення — 319 осіб (2011).
У 1975-1998 роках село належало до Білостоцького воєводства.

## Історія
Ймовірно, території були населені русинами ще за часів Київської Русі.                                                                                                      

## Галерея

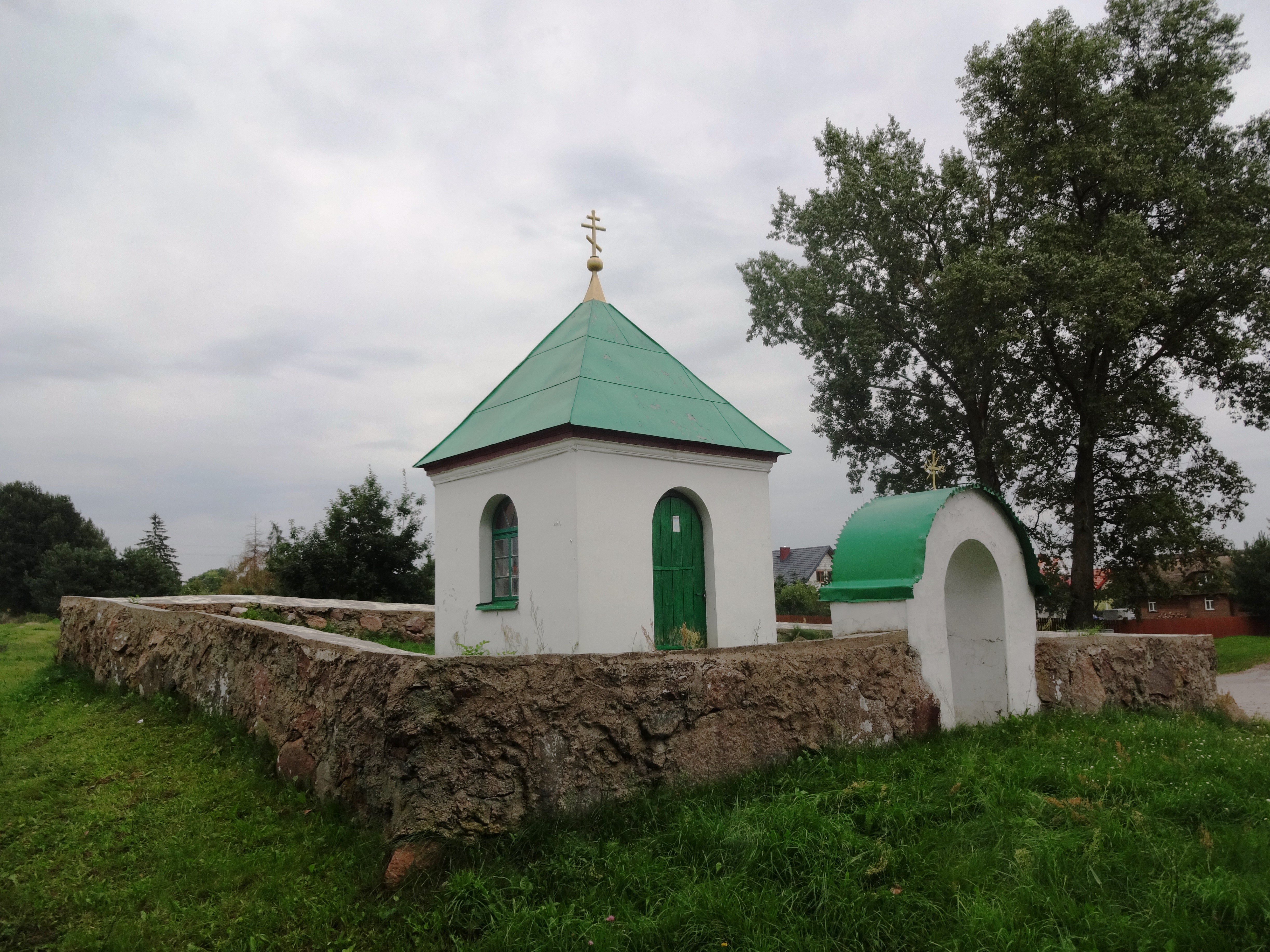
Каплиця
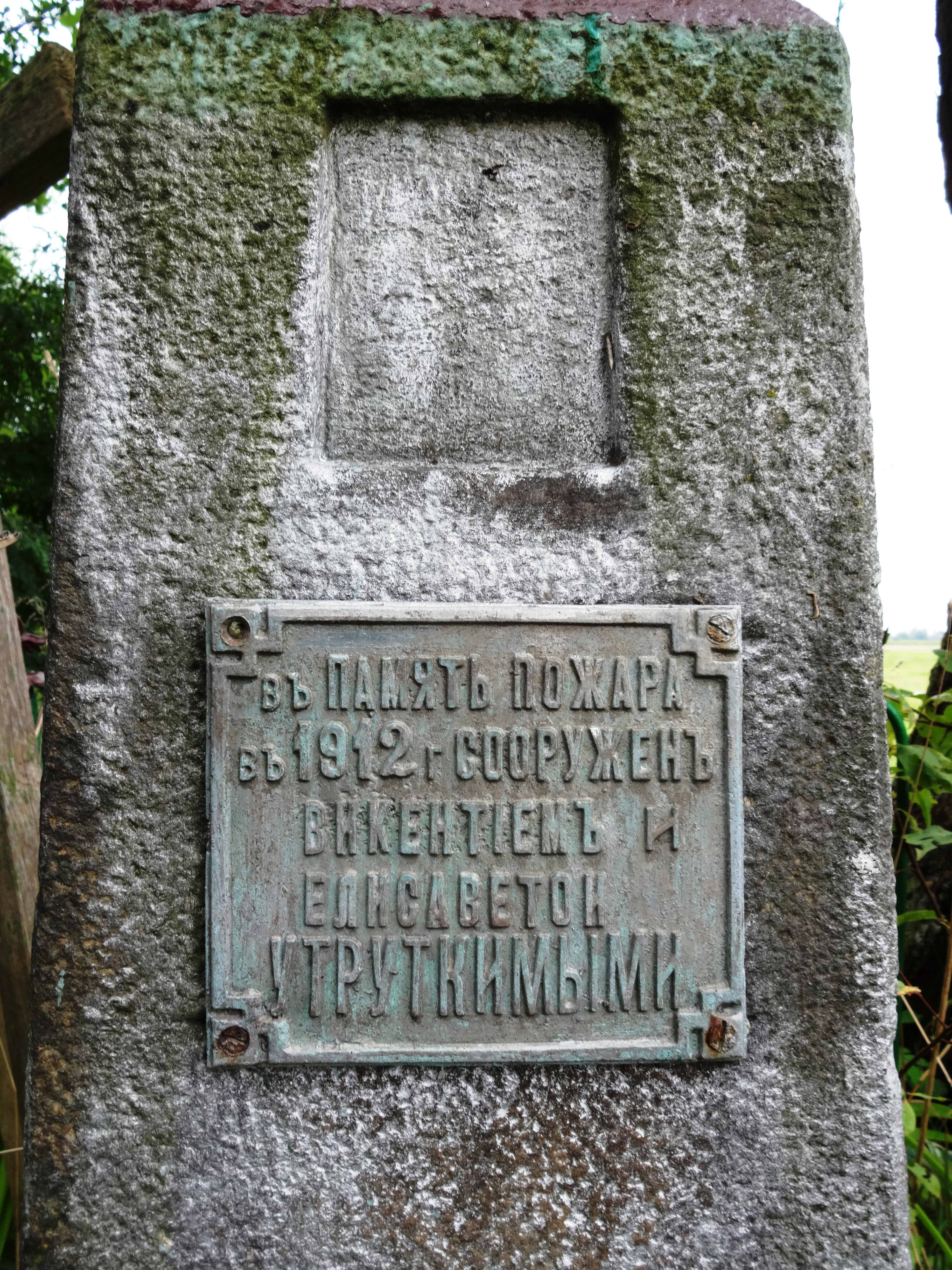
Православний хрест

## Демографія
Демографічна структура станом на 31 березня 2011 року:
|          | Загалом | Допрацездатний вік | Працездатний вік | Постпрацездатний вік |
| -------- | ------- | ------------------ | ---------------- | -------------------- |
| Чоловіки | 164     | 35                 | 116              | 13                   |
| Жінки    | 155     | 40                 | 90               | 25                   |
| Разом    | 319     | 75                 | 206              | 38                   |